# Мадонна з рибою
«Свята родина з Рафаїлом, Товією і Святим Ієронімом», відома під назвою «Мадонна з рибою», — картина італійського художника доби Відродження Рафаеля і його помічників, створена у 1513—1514 роках.

## Опис і інтерпретація
В центрі картини Діва Марія, сидячи на високому троні, тримає дитя Христа на колінах. Праворуч трону — Святий Ієронім у вбранні кардинала із левом, його головним символом. Ієронім читає Вульґату, зроблений ним латинський переклад Біблії. З іншої сторони — Архангел Рафаїл представляє Марії і Христу молодого Товію, що тримає в руках рибу. 
Сюжет картини заснований на історії у Старому Заповіті про Товію, який за допомогою риби вилікував сліпоту батька.
Використання кольору і майстерна композиція, в якій за видимою простотою міститься поєднання трикутної, прямокутної і діагональної форм, нагадує Станца д'Еліодора, виконану Рафаелем в Ватикані.

## Історія
Картина була написана на замовлення Джеронімо дель Досе для каплиці св. Розалії в монастирі Сан Доменіко в Неаполі.
Віце-король Неаполя придбав її для короля Іспанії Філіпа IV (1605–1665). Недовгий час вона перебувала в каплиці палацу Алькасар в Мадриді, а у 1645 році поступила до монастиря Ескоріал. З 1839 року зберігається в колекції музею Прадо.
Підготовчі малюнки до цієї роботи знаходяться в галереї Уффіці (Флоренція) і в Національній галереї Шотландії (Единбург).